# Sandra Díaz (biologiste)
Pour les articles homonymes, voir Sandra Díaz et Diaz.
Sandra Myrna Díaz, née à Bell Ville (Argentine) est une biologiste argentine spécialiste de l'écologie des communautés et des écosystèmes. Elle étudie les traits fonctionnels des plantes et comment les plantes affectent les écosystèmes. Elle est professeure à l'Université nationale de Córdoba. Le 17 novembre 2015, elle est élue membre associée étranger de l'académie des sciences.
Sandra Díaz est membre du Conseil national de la recherche scientifique et technique argentin (Espagnol : Consejo Nacional de Investigaciones Científicas y Técnicas, CONICET) et de l'Académie Nationale des Sciences d'Argentine (en). Elle fait partie des 1% des scientifiques les plus cités dans le monde. Elle a été élue Membre étranger de la Royal Society (ForMemRS) en 2019.

## Biographie

### Jeunesse
Sandra Díaz est née à Bell Ville, dans la province de Córdoba, en Argentine. Ses parents aimaient les plantes et elle a grandi dans une maison avec un grand jardin.
Díaz a fréquenté l'Université nationale de Córdoba et a obtenu son diplôme avec mention en biologie en 1984. Elle a décidé qu'elle voulait devenir scientifique dans le domaine de l'environnement et a choisi de poursuivre des recherches en master. Elle est restée à l'Université nationale de Córdoba pour ses études de doctorat, obtenant un doctorat en sciences biologiques en 1989. Elle a travaillé avec Marcelo Cabido et Alicia Acosta sur les traits fonctionnels des plantes. Au cours de son doctorat et de ses recherches ultérieures, Díaz a développé des protocoles pour aider les scientifiques à utiliser les traits fonctionnels pour interpréter les écosystèmes. Díaz était membre du CONICET, le Centre National de Recherches Scientifiques et Techniques.

### Carrière et recherche
Après avoir lu un livre de John Philip Grime sur le lien entre les processus écosystémiques et les facteurs environnementaux, Díaz a postulé pour travailler avec lui au Royaume-Uni  En 1991, Díaz rejoint l'Université de Sheffield en tant que chercheur postdoctoral .
À Sheffield, elle étudie la réaction des associations végétales à l'augmentation des quantités de dioxyde de carbone (CO₂). Elle est la première à démontrer l'impact du dioxyde de carbone sur les sols. Elle a constaté que, même en présence d'engrais, les plantes adventices qui poussent rapidement souffrent de niveaux élevés de dioxyde de carbone . Dans le même temps, les micro-organismes du sol prospéraient à des niveaux élevés de dioxyde de carbone, ce qui indique qu'il existe une compétition entre les plantes et le sol pour l'azote. Diaz a également montré que les plantes à croissance lente ont un mécanisme de rétroaction plus positif.
Díaz est retournée en Argentine en 1993, où elle a recommencé à étudier les caractéristiques des plantes. Elle a aidé à préparer la contribution sud-américaine au Groupe d'experts intergouvernemental sur l' évolution du climat (GIEC)[réf. nécessaire]. Díaz a fondé le núcleo diversus de investigaciones en diversidad y sustentabilidad .
Elle a joué un rôle important dans le développement et la mise en œuvre de la biodiversité. Dans le cadre de CONICET, Díaz a développé une nouvelle méthodologie pour quantifier la biodiversité des plantes . Cet outil permet aux scientifiques d'évaluer l'effet de la biodiversité des plantes et l'impact des écosystèmes. Díaz a été la première à fournir une image globale de la diversité fonctionnelle des plantes vasculaires. Elle a conçu une base de données de dizaines de milliers de plantes, en utilisant les contributions de 135 scientifiques,.
Elle a exploré la diversité des traits fonctionnels sur des parcelles de terrain, divisant la végétation en sections distinctes pour simuler les changements de climat et d'utilisation des terres ,. Elle a démontré qu'il existe un compromis dans la croissance des plantes entre l'acquisition rapide de ressources et la conservation des ressources dans les tissus . La conception des plantes peut inclure la durée de vie de leurs feuilles, qu'elles poussent rapidement ou lentement, comment elles se reproduisent et quel type de bois elles possèdent .
Díaz s'intéresse également aux sciences sociales et examine comment les sociétés valorisent et soutiennent les écosystèmes . Díaz s'intéresse à la relation entre les plantes vivantes et les humains. Elle a publié un cadre mécaniste pour connecter la diversité fonctionnelle en 2007, un article qui remportera le Prix Cozzarelli des Proceedings of the National Academy of Sciences des États-Unis d'Amérique (PNAS),. Elle a utilisé cette méthodologie dans des vrais systèmes et a réuni une équipe de sociologues et d'écologistes . Les spécialistes des sciences sociales ont travaillé avec les communautés pour comprendre ce qu'elles attendent d'un écosystème particulier, et les écologistes ont étudié la diversité fonctionnelle et les processus écosystémiques pertinents .
Clarivate Analytics a rapporté que Díaz était l'une des scientifiques de l'environnement les plus citées au monde. Elle est chef de file de la Plateforme intergouvernementale scientifique et politique sur la biodiversité et les services écosystémiques (IPBES) ,,,,. L'IPBES se compose de 150 scientifiques dans le monde.
Elle a été répertoriée comme l'une des dix personnes qui comptaient en science en 2019 par la revue Nature (Nature's 10) dans leur revue de fin d'année .

## Prix et distinctions
Les prix et distinctions de Díaz comprennent :
- Les 10 scientifiques de l'année de la revue Nature en 2019
- Le prix Princesse des Asturies 2019[23]
- Élue Membre étranger de la Royal Society (ForMemRS) en 2018[24]
- Le prix Gunnerus de la Société royale norvégienne des sciences et des lettres 2019[25]
- Nommée en 2018 par Nature's 10 comme l'une des cinq personnes à surveiller en 2019[26].
- Le prix Ramon Margalef en écologie en 2017[27]
- Le prix Bernardo Houssay en sciences biologiques en 2014[28],[29]
- Le prix du membre honoraire de la British Ecological Society (BES) en 2014[30]
- Le prix Konex Platinum en biologie et écologie en 2013 [31],[32]
- Le prix du développement durable de la Société écologique d'Amérique en 2008[33]
- Le prix Cozzarelli de l'Académie nationale des sciences des États-Unis d'Amérique (PNAS) en 2008[16]